# Ангел Бонев
Ангел Иванов Бонев е български стопански деец от втората половина на ХХ век в Хасковска област.
Работата му е свързана със стратегическото развитие на търговията, промишлеността, транспорта, външната търговия и туризма в района в 1960-те, 1970-те и 1980-те години. Под негово стопанско ръководство Хасково е републикански първенец в няколко икономически области. Главен приоритет в стила на Ангел Бонев е осигуряването на работни места и повишаването на жизнения стандарт и качеството на живота на населението в тогавашните мащаби. Този социален и политически акцент е водещ, въпреки че в отделните случаи Бонев търси и намира конкретни решения за постигане на по-висока стопанска рентабилност.

## Произход и образование
Ангел Иванов Бонев е роден на 19 декември 1929 г. в село Главан, бивша Харманлийска околия, сега община Гълъбово, Старозагорска област. Живее и работи последователно в Харманли и Хасково. Основно образование завършва в родното си село, по-късно завършва Харманлийската гимназия. Висшето си образование придобива по специалност „Икономика на вътрешната търговия“ във Висшия икономически институт „К. Маркс“ (днес Университет за национално и световно стопанство) в София през 1965 г.

## Дейност в Харманли
Продължително време от 1962 до 1971 г. Ангел Бонев е директор на търговското предприятие в Харманли „Градска търговия“. Има принос в обновяване на търговската мрежа и въвеждането на нови, по-модерни за тогавашното време форми на търговско обслужване. Инициира и организира изграждането на знакови за града търговски обекти: хотелския комплекс с ресторант в центъра на Харманли, Универсалния магазин, валутния магазин на международния път, Търговския комплекс „Изворът на белоногата“ край града, както и ресторант „Приказките“ в местността „Дефилето“. Полага грижи за развитието на харманлийския панаир, който се провежда всяка есен през октомври. Общинският съвет на град Харманли го удостоява през април 2010 със званието „Почетен гражданин на гр. Харманли“ като един от 27 българи, допринесли по различен начин за просперитета, духовното и спортно израстване на града „за приноса му в икономическото и инфраструктурно развитие на града...“ 

## Дейност в Хасково
Най-продължително време от трудовата дейност на Ангел Бонев – от юли 1972 до март 1991 г. – преминава в Окръжния народен съвет (ОНС) в гр. Хасково, а след това в Областния съвет. Този период има 2 години прекъсване, когато първи секретар на ОК на БКП в Хасково е Румен Сербезов (1978 – 1980). По онова време Ангел Бонев е върнат на работа обратно в Харманли.
При постъпването си на работа в Окръжния народен съвет през 1972 г. е назначен като негов заместник-председател, ресорен отговорник за търговията, промишлеността, транспорта, съобщенията и износа. Едновременно с това ръководи Инспекцията по труда. От началото на 1975 г. заема длъжността Първи заместник-председател на Изпълкома на Общинския народен съвет, когато освен предишните дейности отговаря и за Плановата комисия към ОНС за региона. От тази позиция се занимава с инвестициите, които се предоставят на окръга както за производствената, така и за извънпроизводствената сфера. Заеманите позиции през цялото време създават възможност за съчетаване на социалната с икономическата политика. Това обединение на двете области в дейността на Бонев се катализира от функцията, придавана на Окръжните народни съвети по това време да бъдат единен инвеститор на своята територия.
По този начин трудовата дейност на Ангел Бонев е пряко свързана с историята на изграждането на множество предприятия през това време, както и с обновяването и модернизацията на съществуващите заводи и фабрики и обекти в търговската, социалната сфера и жилищното строителство. Бонев инициира повечето от тези проекти. Основните предприятия, изграждани в този период са Полиестерният комбинат в Димитровград, Машиностроителният завод „Млада гвардия“ в Хасково и Копринената фабрика „Свила“ в Хасково. Химическият завод в Димитровград е основно реорганизиран и модернизиран. В условията на централизираната планова икономика по това време тези проекти изискват подкрепа и финансиране за тях на местно и централно равнище. Ангел Бонев осигурява подкрепата за ускоряване на инвестиционния процес на различни политически и стопански дейци. Определена роля изиграва сътрудничеството му с Тано Цолов и проф. Станиш Бонев – и двамата заемали длъжностите на зам. председатели на МС и председатели на Държавния комитет за планиране, проф. Ангел Чаушев – народен представител за Харманлийския район, министър на труда и социалните грижи, а по-късно – председател на Комитета по труда и работната заплата, Георги Караманев – министър на вътрешната търговия и услугите от 1971 до 1988 г., проф. Делчо Порязов, председател на контролния съвет на Международната банка за търговия и развитие. На местно равнище Ангел Бонев осигурява подкрепа от Пандо Ванчев – дългогодишен председател на ОНС в Хасковски окръг. Хасково става на няколко пъти републикански първенец – в областта на търговията, на пътната инфраструктура, експорта и трудовата заетост на населението.
Ангел Бонев получава званието „Заслужил деятел на търговията“ с Указ на Държавния съвет от 1984 г.
По-късно, когато Хасковски окръг става център на Област при новото административно деление на България, която обединява предишните Хасковски, Кърджалийски и Старозагорски окръг, с Указ на Държавния съвет от март 1988 г. Ангел Бонев е назначен за Заместник-председател на областта. На този пост остава до пенсионирането си през март 1991 г.
За цялата си трудова дейност той разказва във формата на спомени в единствената си книга „Пътища, приятели, събития“, издадена през 2007 г.